# Wardenclyffe Tower
La Torre Wardenclyffe, también conocida como la Torre Tesla, fue una torre-antena de telecomunicaciones inalámbricas pionera diseñada para la telefonía comercial transatlántica, retransmisiones de radio entre los años 1901 y 1917. Contó con una altura de 57 metros. Las instalaciones centrales no llegaron a ser completamente operativas y el proyecto no se completó debido a problemas financieros y porque Guillermo Marconi logró hacer transmisiones de radio en un menor periodo de tiempo, haciendo que el principal inversor J. P. Morgan perdiera interés en el proyecto.
La Torre recibe su nombre en honor a James S. Warden, un banquero y abogado que había comprado terrenos en Shoreham (Long Island) a unas 60 millas (96,5 Kilómetros) de Manhattan. Aquí levantó una comunidad conocida como Wardenclyffe-On-Sound. Warden creía que con la implementación del Sistema Mundial de Nikola Tesla, se desarrollaría una "Ciudad de la Radio" en la zona, y ofreció a Tesla 200 acres (81 hectáreas) de terreno junto a una línea de ferrocarril para que construyera su torre de telecomunicaciones y laboratorio.
Tesla consiguió ponerla en marcha en varias ocasiones con un rotundo éxito[cita requerida], pero en dos de ellas las instalaciones rebasaron la potencia límite y ardieron parcialmente. Durante la Primera Guerra Mundial fue destruida, ya que molestaba el despliegue de los globos cautivos, aunque también se argumentó el hecho de que podía servir como punto de referencia a submarinos alemanes. 